# Usine d'eau potable Valédeau
L'usine de production d'eau potable de Valédeau, située à l'est de Montpellier, permet de sécuriser l'approvisionnement en eau de la métropole montpelliéraine. Le site traite l'eau brute en provenance du canal du Bas-Rhône Languedoc. Valédeau dispose d'une capacité nominale de production d'eau potable de 750 litres par seconde, soit 2700 m3/h. L'usine peut traiter annuellement 2,3 millions de mètres cubes, soit 0,16% du débit du Rhône en été. 

## Historique
Historiquement, la ville de Montpellier et le nord de la métropole sont alimentés en eau potable par l’usine François d’Arago, située route de Mende. La construction d'une deuxième usine de potabilisation, Valédeau, a été décidée pour sécuriser la ressource en eau, en cas d'accident ou de sécheresse.
En 2021, le préfet de l'Hérault apporte une dérogation aux interdictions relatives aux espèces de faunes sauvages protégées. Cette déclaration prend en considération le fait que le projet Valédeau répond au besoin de sécurisation de la ressource en eau à l'échelle de la métropole de Montpellier, ce qui en fait un projet d'intérêt public majeur. Cependant, des mesures compensatoires sont mises en place, afin d'éviter, réduire et compenser l'impact sur le milieu naturel de la construction de la nouvelle usine,.
L'usine d'eau potable de Valédeau est inaugurée le jeudi 13 juin 2024 par le Président de Montpellier Méditerranée Métropole, Michaël Delafosse et le Président de la Régie des eaux René Revol,. Les travaux ont duré deux ans, commençant au 2ième trimestre 2022, pour s'achever en juin 2024. Le groupement chargé de la construction s'est composé de Degrémont (mandataire), Eiffage, Touja, Cabinet Merlin et Coste Architecture. Les assistants à maîtrise d'ouvrage (AMO) étaient Egis Eau et Entech. Le coût des investissements du projet s'élève à 24 millions d'euros HT,, financé à hauteur de 92,4% par la Régie des eaux de Montpellier et 7,6% par l'Agence de l'Eau Rhône Méditerranée Corse,. 

## Caractéristiques
L'usine de Valédeau dispose d'une capacité nominale de production d'eau potable de 750 litres par seconde, soit 2700 m3/h, ou encore 64 800 m3/j. Cela représente 6% du prélèvement de pointe de BRL (soit 1% de son autorisation) dans le fleuve Rhône. L'usine peut traiter annuellement 2,3 millions de mètres cubes, soit 0,16% du débit du Rhône en été,.
L’eau potable à la sortie d’usine est stockée dans deux réservoirs d’une capacité totale de stockage de 28 000 m3.
Le bâtiment d’exploitation de l'usine d’eau potable Valédeau a été reconnu « Bâtiment Durable Occitanie niveau BRONZE » en septembre 2024 pour la phase réalisation. La même distinction avait été décernée au cours de la phase conception.

## Objectifs du projet
L'objectif principal du projet est de sécuriser la ressource en eau pour la Métropole de Montpellier en construisant une deuxième usine de production d'eau potable. Effectivement, dans un cas critique, qu'il s'agisse de sécheresse ou d'accident, l'approvisionnement en eau peut être mis en difficulté. Comme l'explique René Revol : « Montpellier était la seule métropole à ne pas avoir un système de sécurisation ». Le projet permettra de répondre à l'augmentation des besoins en eau potable de la Métropole. Le réseau de transport et de distribution de l'eau potable sera également renforcé .  
L'usine Valédeau permet aussi de fournir une eau potable de meilleure qualité, avec trois niveaux de filtration. Les étapes de traitement sont prévues pour être conformes au durcissement des normes sur les résidus médicamenteux prévu au 1er janvier 2026,. 

## Filière de traitement
L'eau brute de l'usine Valédeau est issue du Rhône, via le canal Philippe Lamour géré par le groupe Bas-Rhone Languedoc. L’eau recueillie passe par plusieurs étapes de traitement réparties en 3 files de 250 l/s chacune :
- Piégeage des matières en suspension ;
- Filtration sur charbon actif en grains pour éliminer les micropolluants et les pesticides ;
- Filtration sur sable sur des filtres à forte hauteur d’eau ;
- Désinfection par réacteur UV pour l’élimination des micro-organismes pathogènes ;
- Chloration.

L’eau potable à la sortie d’usine est stockée dans deux réservoirs d’une capacité totale de stockage de 28 000 m3. Valedeau traitera ainsi annuellement 2,3 millions de millions de mètres cubes, soit 0,16% du débit du Rhône en été. Les eaux sales sont rejetées dans le réseau d'assainissement pour être traitées à la station d'épuration de Maera à Lattes,,.
Valédeau comprend un pilote de traitement des résidus médicamenteux et des micropolluants avec les essais de suivis associés. Les étapes de traitement de l’usine sont d‘ores et déjà prévues pour être conformes au durcissement des normes sur les résidus médicamenteux prévu au 1er janvier 2026, et est adaptable si une évolution de la législation sur les pesticides apparait par augmentation de la dose de charbon actif injectée,.